# Zsinj
Zsinj era un almirante imperial y probablemente un Gran Moff, que se estableció como un señor de la guerra independiente tras la Batalla de Endor.
Hombre de Fondor, Zsinj era un lingüista con talento, un astuto estratega, un maestro de la tecnología, un exitoso hombre de negocios y, sobre todas las cosas, un ingenioso actor. Reconocido como el más poderoso de los Señores de la Guerra pre-imperiales, Zsinj comandó una formidable flota, y en el cénit de su poder controló un tercio de la Galaxia conocido, rivalizando a la Nueva República y al Imperio oficial.

## Biografía

### Alzamiento a la prominencia
La primera parte de la vida de Zsinj fue lo suficientemente discreta como para impedir que incluso la inteligencia de la Nueva República pudiera saber algo de él antes de su carrera militar. Zsinj se unió a la Academia Imperial en cuanto tuvo la edad mínima para poder hacerlo. Aunque realmente no sobresalía sobre sus compañeros, mostró un genio tecnológico impresionante y una gran promesa en cuanto a tecnología y a estrategia. Aunque sus oficiales querían que, efectivamente, se dedicara a equipos de mantenimiento, Zsinj insistió en que estaba «destinado a ser un gran guerrero». Aunque su camino al poder fue inestable, sus palabras probarían ser proféticas.
Tras graduarse como el tercero mejor de su clase, a Zsinj se le otorgó el mando del Destructor clase Victoria Puño de Hierro. Una de las naves más viejas de su clase, el Puño de Hierro estaba casi retirado del servicio cuando se le reasignó a Zsinj. Con un equipamiento antiguo, apenas fue un obstáculo para el capitán Zsinj, que, sin embargo, creó tácticas innovadoras que confundirían a sus rivales. Durante este tiempo, Zsinj conocería a su futura mano derecha, Melvar.
Durante la época de la Batalla de Yavin, el Puño de Hierro fue encargado de patrullar el Sector Quelii alrededor del planeta Dathomir. Dathomir era un planeta apartado, donde las guarniciones imperiales aún estaban equipadas con antiguos y rotos Juggernauts, y los envíos de suministros eran irregulares, pero el Imperio construyó una prisión para disidentes políticos y pensadores. El emperador Palpatine se dio cuenta de que las Hermanas de la Noche de Dathomir serían mucho más que una amenaza para sus planes. Todos los imperiales tenían miedo cuando se trataba de enfrentarse a aquellas brujas, pero Zsinj se atrevió y bombardeó el planeta sin ninguna oposición. El Emperador aplaudió las acciones de Zsinj, le convirtió en Almirante y le dio el mando del nuevo destructor Reyerta. El Puño de Hierro fue enviado a las Regiones Desconocidas bajo el mando de Thrawn, y Zsinj renombró al Reyerta, llamándolo Puño de Hierro en honor de la nave que lo había llevado a la gloria. Con el nuevo Puño de Hierro bajo su mando, Zsinj se convirtió en el corazón de la autoridad imperial en el Sector Quelii, aparentemente con el rango de Gran Moff.

### De almirante a señor de la guerra
Tras la derrota imperial en la luna de Endor, el Imperio comenzó a fracturarse y los elementos del núcleo imperial se rompieron bajo el control del Consejo Interior Imperial (bajo el mando de Sate Pestage). Zsinj se negó a reconocer su autoridad y abandonó el Imperio con las fuerzas que tenía, consiguiendo el control del Sector Quelii de los Drackmarianos. En vez de intentar conseguir más poder y territorio por la fuerza, Zsinj trabajó para endurecer su base de poder. Zsinj envió emisarios a la Alianza de los Planetas Libres (la nueva Alianza Rebelde), y más tarde a la Nueva República, de tal manera que no fue atacado y así se concentraron en el ataque a Coruscant.
En los primeros días después de la muerte del Emperador, muchos señores de la guerra encontraron dificultades para mantener el respeto de sus subordinados. Con la mayoría de stormtroopers todavía leales al Consejo Interior Imperial, muchos señores de la guerra optaron por equipar a los civiles con el equipo de un stormtrooper, pero sin el gran entrenamiento que ellos tenían. Zsinj optó por otra ruta, y en vez de crear un ejército con falsos stormtrooper, crear su propia fuerza militar de élite. Zsinj optó por crear los raptores, que combinaban el aspecto de un stormtrooper y la Guardia Real del Emperador, y tan sólo eran leales a Zsinj. El complejo industrial de Zsinj creó o compró equipamiento único para los Raptores, como los transportes Y-4 Raptor (aunque ya existían durante la guerra bajo el mando de Moffs) y los TIE raptor. Los Raptores defendían los territorios de Zsinj, protegían a sus aliados y aterrorizaban a sus enemigos.
Zsinj actuó, agresivo y amigable, con varios planetas alrededor de la Galaxia. Se esforzó en reclutar oficiales imperiales para sus propios fines, centrándose principalmente en aquellos que tenían un historial en la Inteligencia. Algunos se le unieron, pero otros, como Sair Yonka, siguieron fieles a Coruscant. A través de subordinados como Zurel Darillian, Zsinj operó como una fuerza rebelde. Zsinj tenía varios modos de controlar planetas, no solo empleando oficiales y gobernadores. Sirviéndose de alias como "Cortle Steeze" o "Lord Houghten Ween", Zsinj construyó una red independiente de suministros aparte de su fuerza militar. Durante este tiempo, Zsinj construyó sus estaciones de construcción en Dathomir, comenzando operaciones mineras en la cuarta luna de Dathomir e iniciando muchos proyectos especiales.
Uno de sus primeros proyectos fue el Proyecto Chubar. Zsinj pasó a controlar Productos Biomédicos Binring, una compañía basada en Saffalore. Allí, el excientífico imperial Tuzin Gast y sus subordinados usaron terapia genética y química para incrementar el intelecto de especies no-humanas, como gamorreanos y ewoks. Gast, además, fue capaz de introducir explosivos en estos seres para misiones suicidas, con grandes éxitos. Este proyecto continuó en Saffalore y en un segundo laboratorio a bordo del Puño de Hierro.
Zsinj veía a sus oponentes imperiales y neorrepublicanos como inferiores, así que se sintió lo bastante seguro como para atacar directamente a la Nueva República.

### Primeros ataques
Mientras Ysanne Isard controlaba el auténtico Imperio, Zsinj se mantuvo respetuosamente alejado de su territorio. Pero como la Nueva República empezó a hacer movimientos en dirección a Coruscant, Zsinj sintió que había llegado el momento de probarlos. 
Después de que la Nueva República tomara Borleias, Zsinj envió una pequeña fuerza para investigar el sistema Pyria. Un carguero clase Enano Estelar modificado (llamado Venganza Derra IV), llegó a la órbita de Borleias y falsificó una ID correcta de la Nueva República. Tan solo el instinto de Corran Horn permitió a las fuerzas neorrepublicanas destruir los cazas TIE y bombarderos TIE y alejar al carguero del sistema. La Nueva República envió al Escuadrón Pícaro en un ataque de represalia contra el Venganza Derra IV, en órbita de Mrisst. El Escuadrón Pícaro invalidó el carguero, dañó otro transporte aliado de Zsinj y destruyó un escuadrón de TIEs.
Zsinj no era el tipo de hombre que dejara un desafío sin respuesta. La represalia de la Nueva República inició una serie de guerrillas contra ella a manos de las fuerzas de Zsinj. Zsinj dañó seriamente la base de la Nueva República en Noquivzor, creyendo que había dañado al Escuadrón Pícaro. Esto aceleró el plan de la Nueva República, que tenía pensado tomar Coruscant. Durante la posterior crisis del virus Krytos, Zsinj se esforzó para robar bacta de la Nueva República. El Escuadrón Pícaro y el Ala Defensiva del general Horton Salm retomaron un envío de bacta a las estaciones espaciales de Zsinj que orbitaban Yag'Dhul.
Entonces, Zsinj actuó con la inteligencia que le había dado Isard para atacar un convoy de bacta en El Cementerio del sistema Alderaan. Mientras tanto, uno de los cruceros de ataque de Zsinj (el Termagante) destruyó un falso Escuadrón Pícaro que Kirtan Loor había planeado para cambiar el sentimiento público contra la Nueva República. El auténtico Escuadrón Pícaro destruyó al Termagante, pero no antes de que Zsinj preparara una emisión en la HoloRed en Coruscanta afirmando que había destruido el convoy y al Escuadrón Pícaro por razones humanitarias. Zsinj aseguraba que el bacta había sido contaminado deliberadamente por los agentes de la Nueva República para «eliminar la xenobasura» de Coruscant, e imploraba a la población que le apoyara. Esta emisión de la HoloRed se retransmitió por todo el mundo, pero tuvo la mala suerte de llegar doce horas después de que un reportaje oficial demostrara la supervivencia del Escuadrón Pícaro. Zsinj volvió a quedar como un idiota, pero el ataque hizo que el Consejo Provisional de la Nueva República tomara la dura decisión de comprometer a algunas de sus fuerzas para cazar a Zsinj.

### Tras la caída de Coruscant
La muerte de Isard y la caída de Coruscant hicieron que los antiguos oficiales leales imperiales y las naves de guerra acudieran en masa a Zsinj, incluyendo al almirante Apwar Trigit y su destructor estelar Implacable. Zsinj también recogió varias partes de la red de la inteligencia Imperial, y la implementó en nuevos proyectos especiales. Absorbió el territorio de muchos señores de la guerra menores como Terrinald Screed, a quien ejecutó. Controlando sus fuerdas desde la Base Rancor en Dathomir, Zsinj era cada vez más ambicioso.
Pero sin Isard, la Nueva República fue capaz de comprometer una gran fuerza (bajo el mando de Han Solo) para cazar a Zsinj. Tras su éxito liberando Thyferra, Wedge Antilles y su unidad fueron asignados a dicha fuerza. El Escuadrón Pícaro fue asignado a Mon Remonda, y Antilles formó una nueva unidad del Ala-X, más tarde conocida como Escuadrón Espectro, para contrarrestar las tácticas de Zsinj con sus propias ideas.
Zsinj permitió a sus subordinados un grado de libertad en su lucha contra la Nueva República. El almirante Trigit ordenó a Gara Petothel una planta falsa de Inteligencia en los bancos de datos neorrepublicanos, que permitió a una pequeña fuerza bajo su mando destruir el Escuadrón Garra en el sistema Gravan. Entonces, a diferencia de Ysanne Isard, recuperó a su agente en lugar de matarla. Todo se hizo con la aprobación de Zsinj. Zsinj y Trigit comenzaron el Proyecto Morrt, que permitiría a Trigit localizar y prácticamente destruir las fuerzas neorrepublicanas en Folor. Solo una táctica creada por los Espectros permitió a la Nueva República escapar de la base. Una base minera, localizada en el sistema Xobome como parte de su proyecto, podría destruir al Escuadrón Espectro. Desafortunadamente para Zsinj, fueron capaces de crear una nueva táctica para evitar a Trigit. Capturaron la corbeta modificada Nocturna, matando al capitán Zurel Darillian en el proceso, y comenzando un proceso de conseguir inteligencia de Zsinj y destruir a Trigit.
Para hacerse pasar por Darillian, Garik Loran fue capaz de dejar en ridículo tanto a Trigit como a Zsinj para destruir el Implacable en la batalla de Ession. Pero los Espectros descubrieron algo sorprendente que podría cambiar la guerra: el Grupo de Cazas 181 de Soontir Fel, aparentemente, estaba apoyando a Zsinj. También consiguieron cantidades significativas de información acerca del secreto de Zsinj de apoyar la mayoría de fuerzas independientes para que se unieran a él. De hecho, Zsinj estaba negociando con fuerzas piratas que darían a los Espectros un nuevo camino en su lucha contra Zsinj.

### El caso de Halmad
Zsinj aprendió la identidad del escuadrón que lo había engañado tan efectivamente, y decidió perseguirlos específicamente. Un intento de asesinato contra los Espectros tuvo lugar en Coruscant, y así la Nueva República se dio cuenta de que Zsinj podía infiltrarse fácilmente en su territorio. Actuando bajo la recomendación del personal del Escuadrón Espectro, la flota de la Nueva República permitió al escuadrón infiltrarse como un escuadrón pirata y acosar el planeta Halmad con el propósito de atraer la atención de Zsinj. El escuadrón se unió en esta operación con Lara Notsil, de quien se creía una huérfana de Aldivy. En realidad, Notsil era Gara Petothel, quien inicialmente se unió a los Espectros con el propósito de asistir a Zsinj y unirse a su facción.
Zsinj fue avisado de las acciones de la Fuerza Espacial Independiente Halcón-Murciélago, y después de llevar al Puño de Hierro en su conflicto directo sobre Halmad, invitó a los "Halcones-Murciélago" a reunirse con él en su nave insignia. Zsinj se los ganó, y ganó información acerca de los piratas. Con información que les había sacado, Zsinj modificó algunos TIE Interceptores bajo el mando de Castin Donn. Interceptó unas señales que llevaron a creer que un ewok estaba volando con los halcones-murciélago. Durante una cena con Zsinj, el general Kargin de los Halcones-murciélago (Garik Loran), le habló de su piloto más feroz, Kettch. La historia molestó a Zsinj, y comenzó a temer por la seguridad del Proyecto Chubar. 
La reunión terminó cuando Zsinj pidió al general Kargin que ejecutara al infiltrador Castin Donn. Donn había sido capturado mientras intentaba infiltrarse en áreas restringidas del Puño de Hierro (una misión que el comandante Antilles había desaprobado). "Seku" (Día Passik) estaba de acuerdo con ejecutar al prisionero como una comisión privada a Zsinj. Siendo experta en el lenguaje corporal, Día creyó que Donn había sido eliminado y que la gente de Zsinj había colocado una bomba en el cadáver de Donn para simular respiración, como un test para los Halcones-murciélago, así que actuó antes que cualquier otro piloto pudiera hacer cualquier acto precipitado. Tras la muerte de Donn, los Halcones-murciélago abandonaron el Puño de Hierro sin incidentes, y Zsinj se quedó con la duda acerca de su veracidad. Pronto, Zsinj preguntó en la estación Saffalore, e inició experimentos con un Ewok real, Kolot, para determinar lo plausible de la existencia de Kettch.
Al mismo tiempo, Myn Donos, el único superviviente del Escuadrón Garra, escoltó a Gara Petothel a una reunión en Nueva Oldtown en Aldivy. Zsinj había recibido su petición de unirse a sus fuerzas, y envió a uno de sus oficiales, el capitán Rossik, para contraatacar con ella a través de la hermana real de Lara, Tavin Notsil. Petothel, que tenía otras ideas acerca de unirse a Zsinj, se resistió a los planes de Rossik. Donos mató a Tavin Notsil desde su posición de francotirador, y Petothel mató a Rossik. Petothel y Donos volvieron a los Espectros, haciendo que Zsinj continuara confuso acerca de las intenciones de Petothel.
Poco después, Zsinj se embarcó en una de sus operaciones más audaces.

### La incursión en Kuat
Durante su reunión con los Halcones-murciélago en el Puño de Hierro, Zsinj otorgó a los Espectros una información de un ataque a gran escala en un ataque orbital y una estación de comercio. La información de Zsinj mostraba que la estación estaba defendida por una gran fuera neorrepublicana, e insinuaba que la estación orbitaba Coruscant, aunque no era seguro que los Espectros estaban en Coruscant, lo que significaba un riesgo a su ataque.Sin embargo, la información acerca de las fuerzas de la Nueva República era una artimaña de parte de Zsinj, para protegerse de una traición de sus aliados piratas. Analizando el plan de batalla por Gara Pethothel, los especialistas de ordenadores de los Espectros revelaron que, de hecho, el ataque no sería en una estación de la Nueva República. El ataque sería contra las estaciones de Kuat.
Zsinj sabía que Kuat seguía aliado con el Imperio, y bastante cerca de la comisión del Destructor Beso de Cuchilla, un ejecutor como el que tuvo Vader o el que actualmente tenía Zsinj. Encontró una debilidad en la seguridad de la estación por ayudar al coronel en los complementos de la nave en una operación contrabandista. El plan para capturar el Beso de Cuchilla era doble: una fuerza capturaría el puesto de mando mientras las fuerzas espaciales de Zsinj, incluyendo la los piratas, distraerían la flota defensiva de Kuat.
Zsinj capturó efectivamente al Beso de Cuchilla, formando una letal flota bajo el mando de dos ejecutores. Tras la dura batalla de Kuat, Zsinj se enfrentó a la flota de Han Solo y el Beso de Cuchilla fue destruido y el Puño de Hierro dañado.

### Proyectos especiales
La pérdida del Beso de Cuchilla desmoralizó y enfureció a Zsinj.
Zsinj comenzó muchos proyectos biológicos y tecnológicos. También comenzó la reconstrucción del Beso de Cuchilla, consiguiendo muchas de las partes que se habían quedado flotando en el espacio.
Zsinj supo que debía vengarse del general Solo, y le atrajo a una trampa. Durante la Batalla de Levian Dos, Solo se enfrentó a una flota más grande de lo que podía imaginar, la flota completa del Señor de la guerra. Solo tuvo que huir. El Escuadrón Pícaro y Espectro comenzaron operaciones contra Zsinj, pero una vez los espectros se infiltraron en las estaciones de Zsinj no se habían dado cuenta de que era todo una astuta trampa.
Tras trabajar con algunos oficiales, encargó a Edda Gast, sobrina de Tuzin Gast, que localizara y atrajera a una nueva trampa a los Espectros una vez estos escaparon de la antigua.

### Planes dentro de planes
Zsinj envió al capitán Radaf Netbers a asistir las propias fuerzas de seguridad de Gast y Binrig para atraer la estación de Binrig a una trampa. Su plan parecía casi perfecto, y resultaría con la eliminación de la mayoría del Escuadrón Espectro. Las tácticas poco ortodoxas de los espectros les permitieron matar a Netbers y escapar con el doctor Gast bajo su custodia. Zsinj encolerizó, destruyendo prácticamente su propia oficina en el Puño de Hierro. Sabía que la lealtad de Gast era solo para con ella, e hizo planes para eliminarla. Aceleró el programa del Proyecto Funeral.
El Proyecto Funeral era una operación extremadamente ambiciosa. Con un rápido lavado de cerebros no-humanos y colocando agentes cerca de ellos que activarían su programación con frases código, Zsinj podría cumplir dos objetivos: dañar a la Nueva República eliminando personajes clave y estaciones neorrepublicanas, y dañando aún más las relaciones de la Nueva República con los no-humanos. En poco tiempo, Zsinj contempló el caos a lo largo de la Nueva República. Poco después de la operación Saffalore, el Twi'lek Jart Eyan había contactado con el almirante Ackbar. Después de Saffalore y la decisión de Zsinj de actuar más rápidamente, varios ataques ocurrieron casi simultáneamente. Tolokai, un asistente Gotal de Mon Mothma, casi mató a la Jefa de Estado. Galey, un empleado de apoyo a bordo de Mon Remonda (la nave insignia de Han Solo), colaboró junto a los Twi'lek Tal'dira y Nuro Tualin justo antes de la Batalla de Jussafet Cuatro, e intentaron matar a Edda Gast.
Afortunadamente para Solo, la Fuerza estaba con él y con su flota. Tualin, un piloto del Escuadrón Polearm, abrió fuego contra el Mon Remonda desde su Ala-A lo que habría destruido el puesto de mando si la piloto sensible a la Fuerza Tyria Sarkin no se hubiera anticipado a su acción. Tal'dira, una piloto del Escuadrón Pícaro, podría haber matado a Wedge Antilles si el futuro Jedi Corran Horn no hubiese sentido el ataque. A pesar de las acciones de los Twi'leks, la flota de Solo ganó en Jussafet. La fuerza de ataque de Zsinj tuvo que retirarse, los raptores en tierra fueron derrotados, un número de TIEs raptores y transportes Y-4 fueron capturados y los esfuerzos de la Nueva República por defender Jussafet Cuatro, un mundo imperial, llamaron la atención del almirante imperial Teren Rogriss.
Rogriss pidió a un emisario de la flota de Solo, y le enviaron al capitán Loran al destructor Agonizador. Rogriss y Loran reconocieron que salvo por sus diferencias, tenían como enemigo común a Zsinj. Hicieron un acuerdo informal de compartir toda información, y Loran supo que la unidad que aparentemente comandaba el Barón Fel no era el auténtico Grupo de Cazas 181, el cual seguía fiel al Imperio, bajo el mando del mayor Turr Phennir. Cuando Loran volvió a Mon Remonda, Solo aceptó la oferta de Rogriss incluso sin consultar con el Mando de la Flota. De nuevo, las tablas estaban contra Zsinj.

### Redirección y equivocación
El Proyecto Funeral estaba funcionando magníficamente. Gotals y Twi'leks estaban en continuo estado de sospecha, y la tensión iba en aumento.
Pero entonces Antilles convocó a los Espectros y a los Pícaros para poder contrarrestar de una vez los planes de Zsinj; y les comentó que sospechaba que todo el incidente con los traidores no era más que un producto de la mente enferma del Señor de la guerra. Contaron sus conclusiones al general Airen Cracken, quien dedicó recursos para probar el informe de Antilles. Las predicciones de los Espectros se volvieron correctas, y la Inteligencia de la Nueva República frustró el intento del piloto sullustano Rostat Manr de estrellar el crucero de línea Reina Nébula. Desde que hicieron eso usando uno de los subordinados sullustanos de Manr, Nurm, actuando como intermediario, evitó que la enemistad entre humanos y no-humanos siguiera creciendo. La NRI también eliminó esfuerzos similares por parte de los Bothan de causar una explosión en una planta de poder. El Proyecto Funeral, definitivamente, había funcionado.
Zsinj había dirigido a la flota de Solo a trampas, así que Antilles decidió emplear métodos menos convencionales (es decir, menos convencionales de lo que normalmente hacía el Escuadrón Espectro) para atraer a Zsinj. Una copia falsa del Halcón Milenario llamada Mentira Milenaria, voló a Kidriff 5 para que pareciera que el propio Solo estaba fomentando la rebelión. La artimaña estaba siguiendo un plan, pero un error de cálculo por parte del capitán Loran, causado por Gara Pethotel, para escapar de los Espectros. Petothel se reunió con Zsinj en el Puño de Hierro, pero su lealtad seguía con los Espectros. Pensaba transmitir falsa información al ejecutor, dejándolo inmóvil.
Basado en su estimación del personaje de Petothel, Antilles y los Espectros decidieron continuar el plan de la Mentira Milenaria. Con la fuerza de Rogriss operando en un lado del espacio de Zsinj y la flota de Solo desde el otro, los enemigos de Zsinj le estaban mordisqueando como auténticas ratas. En una semana, Zsinj había perdido millones de créditos, un ocho por ciento del total de su fortuna. Los mundos bajo su mando comenzaron a rebelarse (como Vispil).
Zsinj estaba abatido. Incluso el general Melvar estaba preocupado; Zsinj estaba actuando de la manera más pesimista que jamás había visto. Juntos, el Señor de la guerra y el General trazaron un plan para frenar las pérdidas de Zsinj y restaurar su antiguo poder.

### Cambiando el curso
El plan de la recuperación de Zsinj era bastante simple. Quería conservar el control del Puño de Hierro y tantas redes de información como le fuera posible, eliminar a Han Solo, y retirarse de la base Rancor para remendar su flota y formular su nuevo esquema de conquista galáctica.
Hacia su fin, siguió un consejo de la aparentemente leal Gara Petothel. Le contó que Solo se encontraba en mundos con antiguas relaciones con Alderaan, comenzando por Camkin V. Cuando las fuerzas de Zsinj estaban ocupadas con la Mentira Milenaria, Petothel hizo una retransmisión clandestina a los Espectros sus esfuerzos por engañar a Zsinj. Petothel les contó que contaría a Zsinj que el próximo objetivo era Vahaba. Ningún bando sufrió grandes pérdidas en Comkil, porque ninguno enfrentó a la mayor parte de la flota. La doctrina de Zsinj le previno de luchar en el campo de batalla elegido por el enemigo, y Solo pensó que Zsinj estaba asustado. Solo decidió cambiar las reglas de nuevo.
Antes de que la Mentira Milenaria hiciera aparición en Vahaba, Solo y el capitán Loran contactaron con su aliado imperial. Tras un poco de enfrentamiento verbal, Loran convenció a Rogriss de prestar un Interdictor para la flota de Solo (la Nueva República tenía algunos, pero todos ocupados). Después de que el Puño de Hierro fuera inmovilizado en el sistema Vahaba, el Interdictor activó sus proyectores del pozo de gravedad. Zsinj estaba atrapado, aunque podía intentar destruir la Red Estelar que le impedía saltar a la hipervelocidad. Zsinj concentró los esfuerzos de su flota en facilitar el escape del Puño de Hierro. Cuando la Red Estelar fue forzada a revertirse, Zsinj pudo escapar, creyéndose a salvo.
Pero Zsinj no contaba con un sabotaje. Tonin, la unidad R2 de Gara Pethothel, había usado un ejército de Droides Ratón para conseguir un pequeño control sobre el Puño de Hierro. Antes de irse del sistema Vahaba, Tonin borró el sistema Selaggis de la información primaria que tenía el acorazado estelar y cambió la dirección para que la nave tuviera que ir ahí. Entonces, Tonin ordenó a sus diminutos soldados droide atacar la hipervelocidad del Puño de Hierro. Petothel envió una transmisión de la HoloNet al Mon Remonda, y el enfrentamiento comenzó de nuevo.
Zsinj supo que era el momento de poner en práctica su plan de escape. Llamó a una gran parte de su flota como pudo reunir, con algunos de sus aliados piratas que podían unirse con él a tiempo. También convocó a la Segunda Muerte (el Ejecutor construido a partir de los restos del Beso de Cuchilla) para su propósito inicial. Aunque la conexión entre los Espectros y los Halcones-murciélago seguía siendo un secreto para él, Zsinj no se dio cuenta de que el convocar a los piratas confirmó la decisión de Solo de atacar.
La batalla de Selaggis no fue larga. Zsinj dirigió en su tercer grupo de batalla, y lanzó todos los cazas del Puño de Hierro excepto al "181" y las unidades experimentales. Oculto en el cinturón de Selaggis VI, Zsinj empleó una táctica que inventó en el original Puño de hierro atacando los cazas de Solo empleando a los asteroides como apoyo. Tan solo cuando los cazas de la Nueva República se dieron centa de que no iban a poder ganar se retiraron. Mientras tanto, Gara Petothel escapaba del Puño de Hierro en su Ala-X, con la mayor parte de los sujetos del proyecto Chubar acompañándola en una nave de desembarco pilotada por Kolot, el piloto Ewok real.
Zsinj se deprimió de nuevo. Sus enemigos se le anticipaban. Y sin que él lo supiera, su propia nave estaba retransmitiendo su propia información táctica al enemigo. Zsinj mejoró cuando le informaron que la nave volvía a tener hipervelocidad. Zsinj envió al "Barón Fel" y a su escuadrón a cubrir la retirada del Puño de Hierro.

### Retirada y recuperación
El "181" optó por atacar a los cazas de Mon Remonda sobre las ruinas de la colonia de la luna de Selaggis VI. Las fuerzas de la Nueva República se vieron obligadas a intentar proteger a cualquiera que hubiera sobrevivido cuando Zsinj atacó la colonia cinco meses antes. Los cazas de Zsinj distrajeron efectivamente a los cazas bajo el mando de Antilles, pero las principales naves de Solo aún intentaban derribar al Puño de Hierro. Zsinj hizo su movimiento de escape.
La nave señuelo, Segunda Muerte, empleó su dispositivo de ocultación y se preparó para cubrir el escape del Puño de Hierro. Mientras tanto, Voort saBinrig cortó las fuerzas de cazas de Zsinj por la mitad interfiriendo en las comunicaciones de cada caza. Zsinj empleó a los asteroides para retrasar la persecución de Mon Remonda, y empleó a los experimentales TIE raptores. Después de perseguir al falso Fel por la superficie de la luna de Selaggis, Antilles supo que el líder del falso 181 era en realidad Tetran Cowall, imitando a Fel para distraer a Antilles. Gara Petothel protegió a Antilles del ataque de un raptor justo antes de que este pudiera haber sido dañado de gravedad.
Aunque el escape de la batalla perdida dañó seriamente el orgullo de Zsinj, el Puño de Hierro pudo camuflarse con la Capa Nocturna (un avanzado dispositivo de ocultación) de la Segunda Muerte. Escaparon con éxito. Tras esto, el Segunda Muerte se autodestruyó para impedir que nadie pudiera perseguir al Puño de Hierro, pues pareció que, efectivamente, era la nave de Zsinj la que explotaba.
No obstante, el Puño de Hierro estaba intacto, había conseguido escapar. Desde una lanzadera Lambda, Zsinj negoció con Han Solo. Solo ofreció a Zsinj besar a Chewbacca, provocando que Zsinj se pusiera de varios colores y soltara blasfemias en varias lenguas. Solo pensó que había ganado. Pero es que aún no había comenzado.

### La caída del Imperio de Zsinj
Cuando llegó a Coruscant, Han Solo supo que la mujer que él amaba estaba considerando un matrimonio político con Isolder, del Consorcio de Hapes, que fortalecería la Nueva República. Solo sabía que no tenía nada que ofrecer a la princesa Leia para contrarrestar la gran riqueza de Isolder, así que decidió conseguir un premio de la manera que sabía, en una partida de sabacc con apuestas ridículamente enormes. Ganó el planeta Dathomir del Señor de la guerra Drackmariano Omogg. Ofreció el planeta a Leia para reemplazar Nueva Alderaan, que Zsinj había atacado previamente. Desafortunadamente para Solo, Omogg le había engañado, porque Dathomir era el corazón de las fuerzas de Zsinj. Frustrado, se llevó a Leia (se podría considerar un secuestro) a su recién adquirido planeta.
La caída independiente de Zsinj fue más debido a la legendaria suerte de Han Solo que a cualquier factor bajo el mando del señor de la guerra.
Cuando Solo llegó a Dathomir, se dio cuenta en seguida de la masiva flota y estaciones que allí estaban. Solo intentó ocultar al Halcón como uno de los Y-4 de Zsinj, pero, antes de que pudieran darse cuenta del error, Han disparó misiles de concusión sobre una fragata sin escudos. Las fuerzas de Zsinj le dispararon, y el Halcón, milagrosamente, no explotó al estrellarse contra la superficie. Pero una sorpresa le aguardaba: las brujas de Dathomir.
El último caballero Jedi, Luke Skywalker, persiguió a Solo con el Dragón de Batalla de Isolder, Canción de Guerra. Llegó a Dathomir tan solo para ver al Halcón estrellándose. Isolder y Skywalker lo siguieron pero fueron capturados por una Bruja. Skywalker pronto se reunió de nuevo con Solo y Leia; pero en los cielos de Dathomir, las fuerzas de Zsinj se preparaban para atacar, conociendo que allí se encontraba Solo. El general Melvar comenzó a negociar con las hermanas de la noche la custodia de Solo.
Mientras los intrusos se esforzaban por escapar del planeta, Zsinj desplegó la Capa de la Noche Orbital, que inhabilitaría todo el planeta, acción que comenzaría la batalla de Dathomir. Zsinj contactó directamente con Gethzerion, la líder de las hermanas de la Noche, para obligarla a darle a Solo. Melvar llegó al planeta con una lanzadera muy bien armada para que las hermanas le dieran a Solo, pero en un acto de traición que Zsinj no previó, las brujas mataron al desarmado Melvar y robaron la armada lanzadera. Desgraciadamente para los planes de las brujas, Luke Skywalker empleó fuertemente la Fuerza para combatirlas. Comenzó liberando a Solo, y luego persiguió a la lanzadera de las Hermanas de la Noche por los cielos de Dathomir. Luke ayudó a las fuerzas de Zsinj a destruir a las brujas, y luego atacó a la capa de la Noche orbital.
Zsinj desplegó cientos de cazas para detener al Halcón, pero no pudo parar a Skywalker, el cual destruyó sus satélites. En cuanto Luke se dio cuenta de que tenían al Puño de Hierro a muy poca distancia, Solo pasó a pilotar el Halcón. En una rápida acción, Solo consiguió que dos misiles de concusión entraran en el puente de mando del acorazado, matando a Zsinj, y posteriormente haciendo estallar toda la nave.
- Datos: Q6171868